# Zakępie (województwo lubelskie)
Zakępie – wieś w Polsce położona w województwie lubelskim, w powiecie łukowskim, w gminie Adamów. Obok miejscowości przepływa Motwica, niewielka rzeka dorzecza Wisły.
Wieś stanowi sołectwo w gminie Adamów. Według Narodowego Spisu Powszechnego z roku 2011 wieś liczyła 387 mieszkańców.
W latach 1975–1998 miejscowość administracyjnie należała do województwa siedleckiego. We wsi znajduje się zabytkowa cerkiew Podwyższenia Pańskiego z 1695 roku zbudowana przez Karola Stanisława Radziwiłła, w 1919 zaadaptowana na kościół św. św. Piotra i Pawła, przeniesiony tu z Łukowców w 1989 oraz szkoła podstawowa i przedszkole.